# Hans Kuyper (kunstenaar)

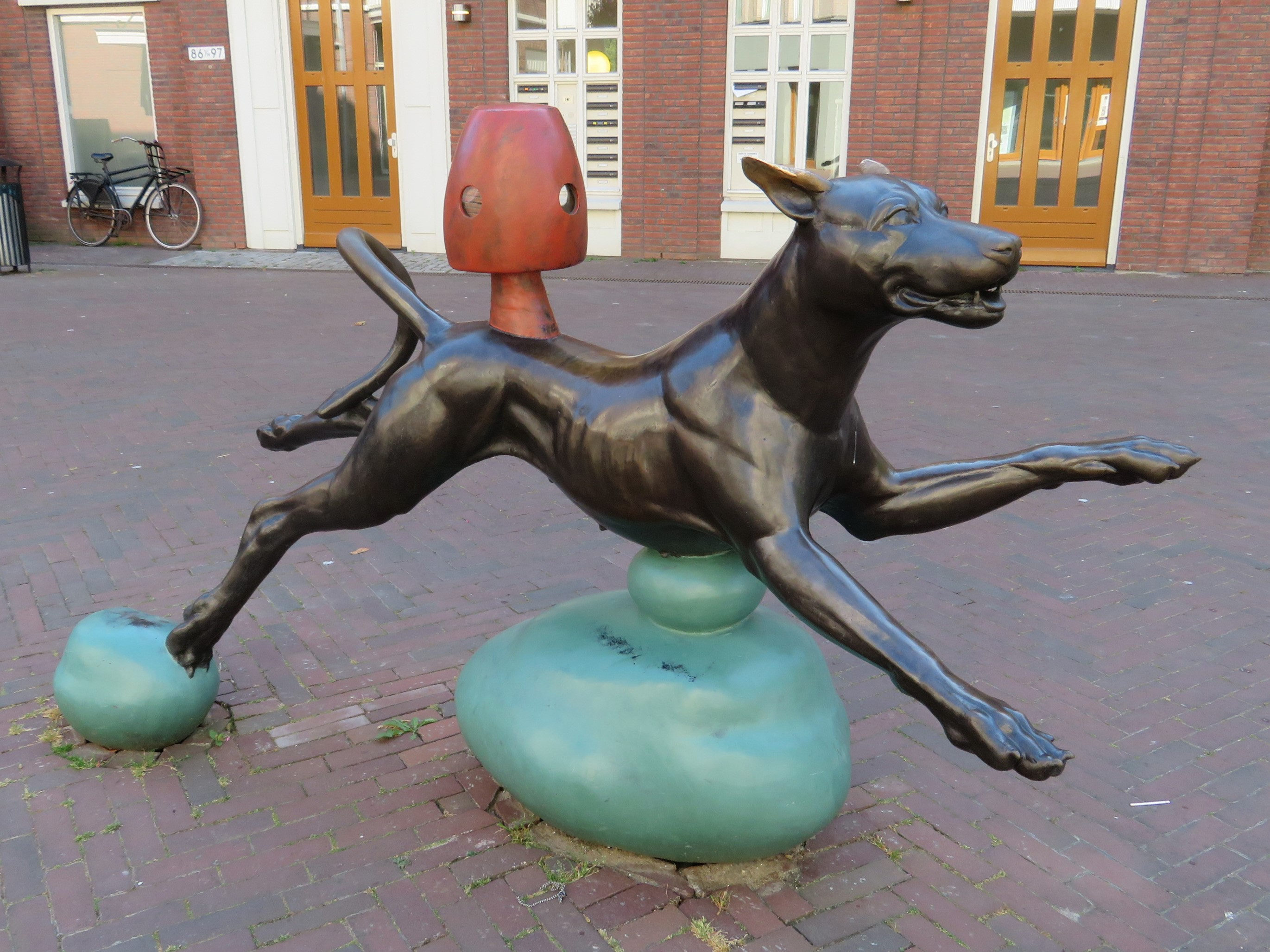
Een van de drie bronze Damhonden op het Damplein in Leidschendam, 2015. De beeldengroep is aanvullend op de Damwachters, 2013.

Hans Kuyper (19 oktober 1955) is een Nederlands beeldhouwer uit Delft. Veel van zijn werk staat in de openbare ruimte, waaronder het beeld Polderlandschap dat in Oud-Beijerland staat, en de beeldengroep Koeien dat op de Koemarkt in Purmerend staat.

## Biografie
Hans Kuyper werd op 19 oktober 1955 geboren in Voorburg. In 1976 volgde hij een opleiding tot beeldhouwer aan de Koninklijke Academie van Beeldende Kunsten in Den Haag, waar hij in 1982 afstudeerde. Een jaar later startte hij een opleiding schilderen en prentkunst aan de Kunstacademie San Carlos in Mexico-stad, waar hij twee jaar later mee stopte. Tijdens deze opleiding had hij zijn eerste expositie bij de UNAM in Mexico-stad.
Hans Kuyper maakt sinds de jaren '90 beelden (meestal gemaakt van brons, soms van andere materialen zoals keramiek of beton) voor de openbare ruimte in opdracht van Nederlandse gemeenten. Hij heeft beelden geplaatst in onder andere Delft, Leidschendam, Alphen aan den Rijn, en Amsterdam. Het inkomen van deze opdrachten alleen is niet voldoende om van te leven, dus naast bronze beelden legt hij zich ook toe op het maken van kleinere beelden en wandobjecten van metaal en keramiek.
In 2019 werd hij genomineerd voor de Nederlandse Portretprijs voor zijn keramieke borstbeeld van acteur Ruurt de Maesschalck, getiteld "To Be or Not To Be".